# 約翰·科克
約翰·科克（英語：John Cocke，1925年5月30日—2002年7月16日），又譯為約翰·考克、約翰·寇克，生於美國北卡羅來納州夏洛特，計算機科學家，在電腦架構及編譯器最佳化技術方面有重大貢獻，因此獲得圖靈獎。曾提出CYK算法。在他主導的IBM 801計劃中，首次採用RISC架構，因此被稱為RISC架構之父。

## 生平
畢業於杜克大學，1946年在此取得機械工程碩士學位，1953年取得數學博士學位。他在1956年進入IBM，在此工作直到1992年退休。
1970年，提出CYK算法。
1972年，獲得IBM院士的頭銜。
1975年，他負責領導IBM 801微電腦的開發。在開發中，他提出精簡指令集的設計方法。他認為，將指令集的數目加以精簡，可以簡化處理器架構，同時可以減低硬體成本。經過編譯器的最佳化，可以增進運算效率。
1987年，獲得圖靈獎。
2002年，因為在電腦精簡指令集架構與程式最佳化技術方面的貢獻，列名计算机历史博物馆。